# Ta Khmau
Ta Khmau è una città cambogiana, è sia un distretto (srok) che capoluogo della provincia di Kandal ed è situata poco a sud di Phnom Penh.
Il distretto è ulteriormente suddiviso in 6 comuni (khum) e 20 villaggi (phum).